# Фындыклы, Волкан
Волкан Фындыклы (тур. Volkan Fındıklı; 13 октября 1990 года, Мугла) — турецкий футболист, играющий на позиции защитника. Ныне выступает за турецкий клуб «Алтынорду».

## Клубная карьера
Волкан Фындыклы — воспитанник клуба «Мармарис Беледиеспор» из города Мармарис, за который он играл во Второй лиге. Перед началом сезона 2009/10 Фындыклы перешёл в клуб Первой лиги «Коньяспор». 4 октября 2009 года он дебютировал во второй по значимости турецкой лиге, выйдя в основном составе в домашнем поединке против «Карабюкспора». В январе 2010 года Фындыклы стал футболистом другого клуба Первой лиги «Дарданелспор», который по итогам чемпионата вылетел во Вторую лигу, а спустя год и в Третью. В конце августа 2012 года он перешёл в команду Второй лиги «Анадолу Сельчукспор», где отыграл следующие два сезона. Летом 2014 года Фындыклы вновь подписал контракт с «Коньяспором». 3 января 2015 года он дебютировал в турецкой Суперлиге, выйдя на замену в самой концовке гостевого поединка против «Ризеспора». 20 марта 2016 года Фындыклы впервые забил на высшем уровне, открыв счёт в домашнем матче с «Истанбулом ББ».